# 빅터 매클래글렌
빅터 매클래글렌(Victor McLaglen, 1886년 12월 10일 ~ 1959년 11월 7일)은 잉글랜드의 배우이다.

## 출연 작품
- 《클론다이크 애니》 (1936)

- 유괴자 (1957)
- 80일간의 세계일주 (1956)
- 매니 리버스 투 크로스 (1955)
- 프린스 밸리언트 (1954)
- 말 없는 사나이 (1952)
- 리오 그란데 (1950)
- 황색 리본을 한 여자 (1949)
- 폭스 오브 해로우 (1947)
- 공주와 해적 (1944)
- 언제나 영원히 (1943)
- 차이나 걸 (1942)
- 렛 프리덤 링 (1939)
- 건가 딘 (1939)
- 위 윌리 윙키 (1937)
- 바다의 거인 (1937)
- 밀고자 (1935)
- 캡틴 헤이트 더 씨 (1934)
- 길을 잃은 정찰대 (1934)
- 핫 페퍼 (1933)
- 불명예 (1931)
- 해피 데이즈 (1929)
- 어 걸 인 에브리 포트 (1928)
- 마더 매크리 (1928)
- 더 게이 코린티언 (1924)
- 더 로마니 (1923)
- 하트스트링스 (1923)
- 세일러 트램프 (1922)